# Greg Behrendt

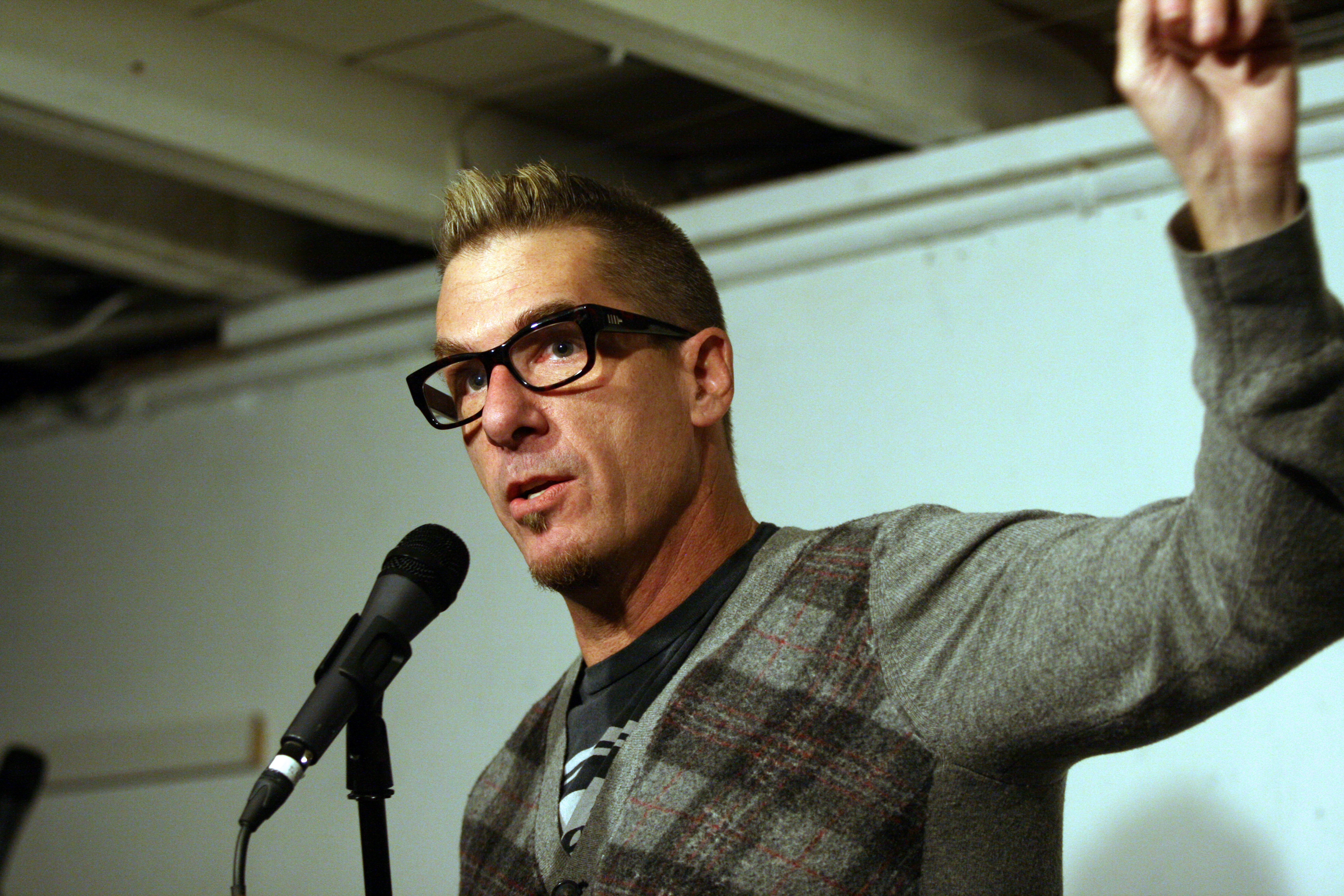
Greg Behrendt (2011)

Gregory „Greg“ Paul Behrendt (* 21. Juli 1963 in San Francisco, Kalifornien) ist ein US-amerikanischer Komiker, Autor, Moderator und Musiker. Seine Arbeit als Drehbuchautor für die HBO-Sitcom Sex and the City ebnete den Weg für die Co-Autorenschaft des New York Times-Bestsellers Er steht einfach nicht auf Dich (2004), der später unter demselben Titel verfilmt wurde. Außerdem moderierte er zwei kurzlebige Fernsehsendungen, The Greg Behrendt Show (2006) sowie Greg Behrendt's Wake Up Call (2009).

## Karriere
Greg Behrendt schloss 1991 sein Studium an der University of Oregon mit einem Bachelor of Arts in Theaterwissenschaften ab, obwohl er sich ursprünglich für ein Wirtschaftsstudium und für Rugby eingeschrieben hatte. Nach seinem Abschluss zog Behrendt nach San Francisco, wo er sich einer Improvisationstheater anschloss und die Komikerin Margaret Cho kennenlernte. In seinen frühen Jahren trat er mit Komödie und Improvisation in San Francisco auf. Er war Mitglied der Improvisationstruppe Crash and Burn, zu der auch Margaret Cho gehörte. Er wurde als Darsteller neben Komikern wie David Cross (mit dem er jahrelang zusammenarbeitete) und Patton Oswalt bekannt. Später trat er in der Tonight Show und Late Night with Conan O’Brien auf. Sein Stand-up-Special, Greg Behrendt is Uncool, wurde im Januar 2006 auf Comedy Central ausgestrahlt. Im Juni 2006 trat Behrendt bei Celebrity Poker Showdown auf und spielte für eine Wohltätigkeitsorganisation für häusliche Gewalt. Gemeinsam mit Liz Tuccillo schrieb Behrendt 2004 das Selbsthilfebuch He's Just Not That Into You. Es wurde von Warner Bros. als gleichnamiger Film adaptiert, der am 6. Februar 2009 Premiere feierte.

## Trivia
Er ist mit Amiira Ruotola-Behrendt verheiratet. Sie haben zwei Töchter, Mighty Luna und Bella True. Er ist ein genesender Alkoholiker. Im Juni 2015 gab Behrendt über seine Facebook-Fanseite bekannt, dass er gegen eine (nicht näher bezeichnete) Krebserkrankung kämpft und sich einer Chemotherapie unterzogen hat. Er erklärte, dass er eine Form von Lymphom hatte. Sein Krebs ist seit Ende 2015 in Remission.

## Werke
- He's Just Not That into You: The No-Excuses Truth to Understanding Guys, with Liz Tuccillo, Simon Spotlight Entertainment, 2004, ISBN 0-689-87474-X.
  - Er steht einfach nicht auf Dich! Locker bleiben und die falschen Männer schneller aussortieren, 2016, Übersetzer Andrea Brandl, ISBN 978-3-734-10217-2.
- A Pocket Guide to He's Just Not That into You: The No-excuses Truth to Understanding Guys, with Liz Tuccillo, Peter Pauper Press, Inc., 2005, ISBN 1-593-59990-0.
  - Er steht einfach nicht auf Dich! Warum Frauen nie verstehen wollen, was Männer wirklich meinen, 2006, Übersetzer Andrea Brandl, ISBN 3-764-50234-7.
- It's Called a Breakup Because It's Broken: The Smart Girl's Break-Up Buddy, with Amiira Ruotola-Behrendt. Broadway Books, 2005, ISBN 0-767-92185-2.
  - Nein, ihr könnt nicht Freunde bleiben! Es heißt Schluss machen, weil dann Schluss ist., 2007, Übersetzer Andrea Brandl, ISBN 978-3-764-50274-4.
  - auch erschienen als Schieß ihn einfach auf den Mond. Es heißt Schluss machen, weil dann Schluss ist, 2009, ISBN 978-3-442-37293-5.
- It's Just a Date: How to Get 'em, How to Read 'em, and How to Rock 'em, with Amiira Ruotola-Behrendt, HarperNonFiction, 2008, ISBN 978-0-007-22832-4.